# Хитрюга Джек 3D
«Хитрюга Джек» (дат. Jungledyret Hugo: Fraek, flabet og fri) — мультфильм совместного производства Дании, Норвегии и Латвии. Третья (и последняя на данный момент) часть датской франшизы «Хьюго из джунглей».

## Сюжет
История о смелом, весёлом, необычном зверьке Хитрюге Джеке. Люди устроили на него настоящую охоту. Сумасшедший профессор хочет его клонировать, а продюсеры шоубизнеса заставить сниматься в рекламе. Сможет ли он уйти от погони и не попасться в расставленные ловушки?